# Kasino (kortspil)
 For alternative betydninger, se Kasino (flertydig). (Se også artikler, som begynder med Kasino)
 Der er for få eller ingen kildehenvisninger i denne artikel, hvilket er et problem. Du kan hjælpe ved at angive troværdige kilder til de påstande, som fremføres i artiklen.

Kasino er er kortspil for 2-4 spillere, der spilles med ét almindeligt sæt spillekort uden jokere. Spillet gælder om at erobre kort fra bordet ved at matche værdierne med de kort, man har på hånden.

## Sådan spilles Kasino

### Kortgivning
Hver spiller får 4 kort på hånden, og der bliver lagt 4 kort på bordet med billedsiden opad. Traditionelt uddeles to kort af gangen; to til hver spiller og to til bordet. Dette gentages, hvorefter de resterende kort lægges til siden.

### Spillets gang
Den, der sidder efter 'kortgiveren', starter første runde med at lægge et kort og udføre en (eller flere) af de følgende handlinger.
- Udsmidning: Alle kort kan afgives ved, at det lægges på bordet med billedsiden opad.
- Matchning: Alle kort kan bruges til at tage et eller flere kort med den samme værdi, der ligger på bordet.
- Kombinere: Alle kort kan bruges til at tage to eller flere kort, hvis værdi tilsammen er lig værdien af det kort, der bruges til at tage dem med. For eksempel kan en spiller tage en 3 og en 6 med en 9, eller man kan tage en 2, 4, og 4 med en 10.
- Bygning Kort kan bygges op på en af to måder (se Bygning).

En spiller må kun lave to af de overstående handlinger, når der matches og kombineres samtidigt; altså en spiller må tage en 3 og en 4, plus en 7 med sin egen 7er.
De kort, man samler sammen ved at matche eller kombinere, udgør ens stik, og de lægges i en bunke med bagsiden opad. Man SKAL ikke tage stik, hvis man kan, det er op til en selv, om man ønsker at tage stik, hvis ikke må man lægge et kort ud på bordet eller bygge.
Hvis en spiller rydder bordet, når han/hun tager et stik, kaldes det en 'svupper', og dette giver 1 point til sidst. Pointet markeres ved, at spilleren vender det øverste kort i sin stik bunke.
Hvis man smider spar 5 på bordet uden at rydde, bliver spar 5 automatisk til en almindelig 5.
Spillerne skiftes til at spille et kort, indtil de ikke har flere kort på hånden, hvorefter de hver får 4 nye kort fra bunken, og næste runde startes af den næste spiller ved bordet. Således fortættes indtil bunken er tom, hvorefter der tælles point sammen. Den sidste runde markers af kortgiveren ved at udmelde "sidsten".
Den der får det sidste stik, får resten af kortene, der ligger på bordet.

### Kortværdier
Nogle kort kan antage flere værdier:
- Ruder 10 (Store kasino) har værdien 10 eller 16.
- Spar 2 (Lille kasino) har værdien 2 eller 15.
- Esser har værdien 1 eller 14.
- Spar 5 rydder bordet.

### Bygning
At bygge er en måde at forsøge at sikre kort på bordet til næste gang, det er ens tur. Den første måde at bygge på er at lægge et kort oven på et andet kort. Dette må man gøre, hvis summen af de to kort til sammen er lig værdien af et andet kort, spilleren har på sin hånd. For eksempel må en spiller lægge en 2'er oven på en 7'er på bordet og melde, at han/hun "bygger 9", hvis altså spilleren har en 9'er på hånden. Disse to kort kan nu ikke splittes og bliver behandlet som en enkelt nier og skal tages af spilleren i næste runde, hvis altså ingen modspiller tager dem først eller bygger videre. Såfremt han/hun ønsker at bygge 9 for at bygge videre runden efter, er dette således kun tilladt hvis også han/hun har en 9'er på hånden. 
Hvis det på denne måde er muligt at bygge flere 9'ere, er dette også tilladt, og så skal man lægge dem i samme bunke. Dette kaldes at bygge dobbelt. Det er også muligt at bygge trippelt, eller mere, så længe der er kort nok til at lave stik til det, og spilleren, der bygger, har mulighed for at tage stikket i næste runde.
Hvis man bygger på denne måde, kan den byggede værdi tages af alle andre spillere, såfremt de har et kort, der matcher værdien. En modspiller kan også tage de opbyggede kort ved at øge værdien. For eksempel kan en bygget 9 bygges videre til 10 med et es, hvis spilleren, der bygger videre, har en 10'er på hånden. Den originale spiller, der byggede 9 forudsat at denne spiller havde en 9'er på hånden, må også selv bygge videre, såfremt han/hun har de passende kort på hånden.
Den anden måde at bygge på er, at en spiller lægger et af sine kort oven på et kort på bordet, hvis værdien er den samme, og melder, at disse kort er bygget sammen. En spiller kan altså lægge en 7'er oven på en 7'er og melde "mere syv", hvis han selv har en 7'er mere på hånden. Værdien af disse byggede kort kan ikke ændres og kan derfor kun tages af modspiller, såfremt de også har en 7'er.
Hvis man bygger noget, SKAL man tage et stik ind den efterfølgende tur, dog behøver det ikke være det, man lige har bygget. Dog SKAL en bygning tages ind, inden man har tømt sin hånd for kort.
Man må ikke selv lave flere bygninger, før den forrige er samlet op fra bordet.
Hvis der ligger en 4 på bordet, og man lægger en 4 mere på og glemmer at fortælle, om det er 8 eller mere 4, er det modstanderens pligt at spørge, hvad det er, man bygger.
Vigtigt!: Der kan ikke bygges til et kort man IKKE selv har på hånden. 
Eksempel: Du kan ikke bygge til 12(dame) for senere at bygge videre til 13 (konge), hvis du ikke har 12(damen) på hånden når du bygger.

### Pointoptælling
Når alle kort fra bunken er spillet, bliver der delt point ud til spillerne. Point deles ud således:
- 1 eller 2 point for flest spar
- 1 eller 2 point for flest kort
- 2 point for ruder 10
- 1 point for spar 2
- 1 point for hvert es
- 1 point for hver gang man ryddede bordet (svupper)
- 1 point for at få det sidste stik, sidsten (derudover får man også resten af de kort der ligger på bordet).

Er der flere spillere med flest kort/spar, får ingen points for dette. De fleste spiller med at bordrydninger (svuppere) udligner hinanden.

### Afslutning
Der spilles traditionelt det antal runder, der skal til, før en spiller har fået 21 point, hvormed han/hun vinder spillet. 
Hvis der er mere end en der får 21 point så er det den der er tættere på 21 der vinder.   

### Alternative regler
Kombinationsregelen kan udvides, så både sum og difference af kortværdier kan benyttes. Det er generelt lettere at danne svuppere med denne regel.
Kombinationsregelen kan yderligere udvides med både produkt og kvotient, men det er typisk vanskeligt at danne hele kortværdier med denne regel.